# Francisco José Cróquer
Francisco José Cróquer (Turmero, Venezuela, 23 de mayo de 1920-Barranquilla, Colombia, 18 de diciembre de 1955), popularmente conocido como Pancho Pepe Cróquer, fue un piloto de automovilismo y comentarista deportivo venezolano, especializado en béisbol y boxeo.

## Juventud
Nació en la ciudad de Turmero del estado Aragua, hijo de Cirilo Cróquer y Francisca Páez. Estudió la educación primaria en la U.E.N. "José Rafael Revenga" de su natal Turmero y se graduó de la secundaria en el Liceo Maracay.[cita requerida]
Desde temprana edad, Cróquer mostró pasión por las carreras, iniciando en las carreras de bicicletas, pero fue en las carreras de autos donde encontró su reconocimiento como deportista.

## Trayectoria profesional

### Locutor y presentador de televisión
En su adolescencia recibió experiencia trabajando en la estación de radio La Voz de Aragua, donde actuó como cantante de tango, declamador poético, comediante y locutor suplente, entre otras responsabilidades de programación y estación.
En 1938 se mudó a Caracas para trabajar en Estudios Universo, una estación de radio que luego se llamó Ondas Populares. Mientras estuvo allí, organizó un programa deportivo diario y transmitió juegos de béisbol y boxeo. Luego extendió sus actividades a Radio Caracas Televisión en 1953, donde fue presentador de programas de televisión y del primer programa sobre la historia del béisbol venezolano. Además, se desempeñó como redactor jefe de la revista Venezuela Deportiva y fue conductor junto a Luis Edgardo Ramírez de un programa de radio sobre poesía («Evocación»).
A finales de 1940, Cróquer alcanzó fama internacional al unirse al programa de televisión la Gillette Cavalcade of Sports. Para entonces el programa se transmitía a través de NBC Red Network y extendió sus actividades de programación en español a los países de Latinoamérica, donde era conocida como la Cabalgata Deportiva Gillette. Su agenda incluía  El juego de la Semana  de la Liga Mayor de Béisbol emitido los sábados por la tarde,  El juego de las Estrellas   y la Serie Mundial de Otoño. Allí Cróquer compartió labores con otros reconocidos locutores en español como Buck Canel y Felo Ramírez. Durante la presentación de apertura, Canel habitualmente presentaba a Cróquer como "la voz deportiva de América".
Además, el Cavalcade transmitió los combates de todos los grandes boxeadores de la época, incluidos Rocky Marciano, Archie Moore, Willie Pep, Sugar Ray Robinson, Sandy Saddler y Jersey Joe Walcott, cuyos encuentros fueron descritos brevemente con precisión por Cróquer en sus emisiones de los viernes por la noche desde el Madison Square Garden.
Uno de sus pupilos que lo reemplazó tras su deceso fue el también narrador deportivo Delio Amado León.

### Piloto de carreras
Cróquer también compitió regularmente en carreras de autos deportivos. En 1948 participó en el Gran Premio de la América del Sur del Turismo Carretera, que fue una competencia de carreras de turismo organizada por el Automóvil Club Argentino, a lo largo de 9579 km (5950 millas) y distribuida en 14 etapas entre Buenos Aires y Caracas. Luego ganó el campeonato nacional venezolano en 1954 y se unió al equipo de Maserati en el Primer Gran Premio Internacional de Caracas en noviembre de 1955, donde se enfrentó con Jean Behra, Eugenio Castellotti, Juan Manuel Fangio, Stirling Moss, Luigi Musso y Alfonso de Portago, entre otras celebridades de la Fórmula 1.

## Fallecimiento
En diciembre de 1955, Cróquer compitió en la Carrera de la Cordialidad, efectuada en las ciudades de Barranquilla y Cartagena en Colombia. Durante el evento, su Maserati 200S aparentemente sufrió una falla mecánica en una curva rápida, lo que provocó que el automóvil diese varios saltos. Cróquer perdió la vida casi instantáneamente debido a la fuerza de choque, que le provocó heridas internas masivas y letales. Francisco José Cróquer falleció el 18 de diciembre de 1955, a la edad de 35 años.